# Campionati svedesi di sci alpino 2010
I Campionati svedesi di sci alpino 2010 si sono svolti a Björkliden dal 14 al 18 aprile. Il programma includeva gare di discesa libera, supergigante, slalom gigante, slalom speciale e supercombinata, tutte sia maschili sia femminili, ma le due supercombinate sono state annullate.
Trattandosi di competizioni valide anche ai fini del punteggio FIS, vi hanno partecipato anche sciatori di altre federazioni, senza che questo consentisse loro di concorrere al titolo nazionale svedese.

## Risultati

### Uomini

#### Discesa libera
| Pos. | Atleta           | Nazione   | Tempo   |
| ---- | ---------------- | --------- | ------- |
| 1    | Hans Olsson      | Svezia    | 1:24,71 |
| 2    | Andreas Romar    | Finlandia | 1:25,62 |
| 3    | Anton Lahdenperä | Svezia    | 1:26,72 |
| 4    | Daniel Ericsson  | Svezia    | 1:26,87 |
| 5    | Ricko Ericsson   | Svezia    | 1:27,09 |
| 6    | Oscar Andersson  | Svezia    | 1:27,14 |
| 7    | Niklas Rainer    | Svezia    | 1:27,24 |
| 8    | Johan Öhagen     | Svezia    | 1:27,28 |
| 9    | Matts Olsson     | Svezia    | 1:27,31 |
| 10   | Nils Högbom      | Svezia    | 1:27,59 |

Data: 14 aprile

#### Supergigante
| Pos. | Atleta                | Nazione   | Tempo   |
| ---- | --------------------- | --------- | ------- |
| 1    | Daniel Ericsson       | Svezia    | 1:27,15 |
| 2    | Espen Theodorsen      | Norvegia  | 1:27,75 |
| 3    | Hans Olsson           | Svezia    | 1:27,93 |
| 4    | Fredrick Kingstad     | Svezia    | 1:28,08 |
| 5    | Matts Olsson          | Svezia    | 1:28,26 |
| 6    | Niklas Rainer         | Svezia    | 1:28,37 |
| 7    | Oscar Andersson       | Svezia    | 1:28,48 |
| 8    | Johan Pietilä Holmner | Svezia    | 1:28,71 |
| 9    | Alexander Köll        | Svezia    | 1:29,24 |
| 10   | Tuomas Huttunen       | Finlandia | 1:29,41 |

Data: 15 aprile

#### Slalom gigante
| Pos. | Atleta                | Nazione   | Tempo   |
| ---- | --------------------- | --------- | ------- |
| 1    | Andreas Romar         | Finlandia | 2:24,16 |
| 2    | Victor Malmström      | Finlandia | 2:24,55 |
| 3    | Matts Olsson          | Svezia    | 2:24,69 |
| 4    | Johan Öhagen          | Svezia    | 2:24,74 |
| 5    | Hans Olsson           | Svezia    | 2:24,81 |
| 6    | Fredrik Kingstad      | Svezia    | 2:25,38 |
| 7    | Niklas Rainer         | Svezia    | 2:25,51 |
| 8    | Axel Bäck             | Svezia    | 2:25,66 |
| 9    | Tim Lindgren          | Svezia    | 2:25,71 |
| 10   | Johan Pietilä Holmner | Svezia    | 2:25,79 |

Data: 17 aprile

#### Slalom speciale
| Pos. | Atleta            | Nazione   | Tempo   |
| ---- | ----------------- | --------- | ------- |
| 1    | André Myhrer      | Svezia    | 1:51,87 |
| 2    | Axel Bäck         | Svezia    | 1:52,68 |
| 3    | Oscar Andersson   | Svezia    | 1:53,77 |
| 4    | Calle Lindh       | Svezia    | 1:53,94 |
| 5    | Tim Lindgren      | Svezia    | 1:54,59 |
| 6    | Petter Robertsson | Svezia    | 1:55,10 |
| 7    | Per Saxvall       | Svezia    | 1:55,73 |
| 8    | Nils Högbom       | Svezia    | 1:56,33 |
| 9    | Kasper Hietanen   | Finlandia | 1:56,93 |
| 10   | Carl-Filip Öster  | Svezia    | 1:57,01 |

Data: 18 aprile

#### Supercombinata
La gara, originariamente in programma il 16 aprile, è stata annullata.

### Donne

#### Discesa libera
| Pos. | Atleta                | Nazione     | Tempo    |
| ---- | --------------------- | ----------- | -------- |
| 1    | Anja Pärson           | Svezia      | 1:26.;90 |
| 2    | Julia Ford            | Stati Uniti | 1:27,94  |
| 3    | Kajsa Kling           | Svezia      | 1:28,43  |
| 4    | Emelie Wikström       | Svezia      | 1:28,56  |
| 5    | Maria Pietilä Holmner | Svezia      | 1:29,32  |
| 6    | Tessan Berglund       | Svezia      | 1:29,50  |
| 7    | Nathalie Eklund       | Svezia      | 1:30,11  |
| 8    | Sara Hector           | Svezia      | 1:30,84  |
| 9    | Nathalie Blom         | Svezia      | 1:31,02  |
| 10   | Nina Halme            | Finlandia   | 1:31,16  |

Data: 14 aprile

#### Supergigante
| Pos. | Atleta                | Nazione     | Tempo   |
| ---- | --------------------- | ----------- | ------- |
| 1    | Kajsa Kling           | Svezia      | 1:30,75 |
| 2    | Anja Pärson           | Svezia      | 1:30,90 |
| 3    | Julia Ford            | Stati Uniti | 1:32,04 |
| 4    | Maria Pietilä Holmner | Svezia      | 1:32,34 |
| 5    | Emelie Wikström       | Svezia      | 1:32,44 |
| 6    | Nathalie Eklund       | Svezia      | 1:32,80 |
| 7    | Tessan Berglund       | Svezia      | 1:32,86 |
| 8    | Kristiina Rove        | Finlandia   | 1:33,12 |
| 9    | Sara Hector           | Svezia      | 1:33,46 |
| 10   | Nathalie Blom         | Svezia      | 1:33,78 |

Data: 15 aprile

#### Slalom gigante
| Pos. | Atleta                | Nazione   | Tempo   |
| ---- | --------------------- | --------- | ------- |
| 1    | Kajsa Kling           | Svezia    | 2:38,92 |
| 2    | Sara Hector           | Svezia    | 2:39,61 |
| 3    | Kristiina Rove        | Finlandia | 2:39,84 |
| 4    | Veronica Smedh        | Svezia    | 2:40,00 |
| 5    | Anja Pärson           | Svezia    | 2:40,54 |
| 6    | Nathalie Eklund       | Svezia    | 2:41,16 |
| 7    | Anna Swenn Larsson    | Svezia    | 2:41,82 |
| 8    | Emelie Wikström       | Svezia    | 2:41,89 |
| 9    | Maria Pietilä Holmner | Svezia    | 2:42,00 |
| 10   | Emma Happonen         | Finlandia | 2:42,66 |

Data: 17 aprile

#### Slalom speciale
| Pos. | Atleta                | Nazione   | Tempo   |
| ---- | --------------------- | --------- | ------- |
| 1    | Anna Swenn Larsson    | Svezia    | 1:40,32 |
| 2    | Maria Pietilä Holmner | Svezia    | 1:40,35 |
| 3    | Emelie Wikström       | Svezia    | 1:41,04 |
| 4    | Nathalie Eklund       | Svezia    | 1:41,31 |
| 5    | Kristiina Rove        | Finlandia | 1:42,59 |
| 6    | Malin Hemmingsson     | Svezia    | 1:42,93 |
| 7    | Paulina Grassl        | Svezia    | 1:43,35 |
| 8    | Lelde Gasūna          | Lettonia  | 1:45,07 |
| 9    | Jenni Lundh           | Svezia    | 1:45,44 |
| 10   | Nathalie Brännkärr    | Finlandia | 1:47,66 |

Data: 18 aprile

#### Supercombinata
La gara, originariamente in programma il 16 aprile, è stata annullata.